# China op de Olympische Winterspelen 2018
China was een van de deelnemende landen aan de Olympische Winterspelen 2018 in Pyeongchang, Zuid-Korea.

## Medailleoverzicht
| Sport          | Olympiër                                              | Onderdeel    | Medaille |
| -------------- | ----------------------------------------------------- | ------------ | -------- |
| Shorttrack     | Wu Dajing                                             | 500 m (m)    | Goud     |
| Freestyleskiën | Jia Zongyang                                          | aerials (m)  | Zilver   |
| Freestyleskiën | Zhang Xin                                             | aerials (v)  | Zilver   |
| Kunstrijden    | Sui Wenjing Han Cong                                  | paren        | Zilver   |
| Shorttrack     | Chen Dequan Han Tianyu Ren Ziwei Wu Dajing Xu Hongzhi | relay (m)    | Zilver   |
| Shorttrack     | Li Jinyu                                              | 1500 m (v)   | Zilver   |
| Snowboarden    | Liu Jiayu                                             | halfpipe (v) | Zilver   |
| Freestyleskiën | Kong Fanyu                                            | aerials (v)  | Brons    |
| Schaatsen      | Gao Tingyu                                            | 500 m (m)    | Brons    |

## Deelnemers en resultaten
(m) = mannen, (v) = vrouwen 

### Alpineskiën
| Olympiër       | Onderdeel        | Resultaat | Prestatie                                                            |
| -------------- | ---------------- | --------- | -------------------------------------------------------------------- |
| Zhang Yangming | reuzenslalom (m) | 69e       | 1e run: 1.25,73 (79e) 2e run: 1.22,95 (69e) totaal: 2.48,68 (+30,64) |
|                |                  |           |                                                                      |
| Kong Fanying   | reuzenslalom (v) | 55e       | 1e run: 1.26,30 (61e) 2e run: 1.23,58 (56e) totaal: 2.49,88 (+29,86) |
| Kong Fanying   | slalom (v)       | DNF       | 1e run: niet gefinisht                                               |

### Biatlon
| Olympiër    | Onderdeel         | Resultaat | Prestatie                                 |
| ----------- | ----------------- | --------- | ----------------------------------------- |
| Tang Jialin | individueel (v)   | 66e       | 48.12,0 (+7.04,8) pen.: 2 (1 + 1 + 0 + 0) |
| Tang Jialin | sprint (v)        | 70e       | 24.30,3 (+3.24,1) pen.: 3 (1 + 2)         |
| Zhang Yan   | individueel (v)   | 59e       | 47.29,6 (+6.22,4) pen.: 4 (1 + 2 + 0 + 1) |
| Zhang Yan   | sprint (v)        | 38e       | 23.14,0 (+2.07,8) pen.: 1 (1 + 0)         |
| Zhang Yan   | achtervolging (v) | 45e       | 35.16,7 (+4.41,4) pen.: 3 (3 + 0 + 0 + 0) |

### Bobsleeën
| Olympiër                                   | Onderdeel       | Resultaat | Prestatie                       |
| ------------------------------------------ | --------------- | --------- | ------------------------------- |
| Li Chunjian Wang Sidong                    | tweemansbob (m) | 26e       | 2.30,49 (50,13 / 50,21 / 50,15) |
| Jin Jian Shi Hao                           | tweemansbob (m) | 29e       | 2.30,97 (50,47 / 50,17 / 50,33) |
| Shao Yijun Li CHunjian Wang Sidong Shi Hao | viermansbob (m) | 26e       | 2.29,74 (49,74 / 50,01 / 49,94) |

### Curling
| Olympiër                                            | Onderdeel     | Resultaat | Prestatie |
| --------------------------------------------------- | ------------- | --------- | --- |
| Jiang Xindi Liu Jinli Ma Jingyi Wang Binyu Zhou Yan | vrouwen       | 5e        | groepsfase 7 - 2 Zwitserland 6 - 7 Olympische atleten uit Rusland 7 - 8 Groot-Brittannië 7 - 6 Japan 10 - 7 Denemarken 5 - 12 Zuid-Korea 4 - 10 Verenigde Staten 7 - 5 Canada 4 - 8 Zweden   |
| Wang Rui Ba Dexin                                   | gemengddubbel | 4e        | groepsfase 5 - 7 Zwitserland 8 - 7 Zuid-Korea 4 - 10 Canada 5 - 6 Olympische atleten uit Rusland 6 - 4 Verenigde Staten 10 - 5 Finland 9 - 3 Noorwegen beslissingswedstrijd: 7 - 9 Noorwegen |

### Freestyleskiën
| Olympiër      | Onderdeel    | Resultaat    | Prestatie |
| ------------- | ------------ | ------------ | --- |
| Jia Zongyang  | aerials (m)  | Zilver       | kwalificatie-1: 126.55 (3e) F-1: 118.55 (9e) - F-2: 128.76 (1e) - F-3: 128.05                                |
| Liu Zhongqing | aerials (m)  | 9e           | kwalificatie-1: 107.8 (16e) kwalificatie-2: 107.08 - 123.08 (5e) F-1: 119.47 (8e) - F-2: 94.57 (9e)          |
| Qi Guangpu    | aerials (m)  | 7e           | kwalificatie-1: 126.70 (2e) F-1: 127.44 (1e) - F-2: 12217 (7e)                                               |
| Wang Xindi    | aerials (m)  | kwalificatie | kwalificatie-1: 121.24 (10e) kwalificatie-2: 121.24 - 96.38 (8e)                                             |
|               |              |              | |
| Kong Fanyu    | aerials (v)  | Brons        | kwalificatie-1: 89.77 (7e) kwalificatie-2: 89.77 - 95.17 (2e) F-1: 89.77 (4e) - F-2: 97.29 (1e) - F-3: 70.13 |
| Xu Mengtao    | aerials (v)  | 9e           | kwalificatie-1: 99.37 (3e) F-1: 91.00 (2e) - F-2: 59.25 (9e)                                                 |
| Yan Ting      | aerials (v)  | kwalificatie | kwalificatie-1: 80.95 (13e) kwalificatie-2: 80.95 - 82.94 (9e)                                               |
| Zhang Xin     | aerials (v)  | Zilver       | kwalificatie-1: 90.24 (6e) F-1: 8725 (6e) - F-2: 94.11 (2e) - F-3: 95.52                                     |
| Guan Ziyan    | moguls (v)   | kwalificatie | kwalificatie-1: 48.11 punten (28e) kwalificatie-2: 48.11 - 51.80 (18e)                                       |
| Wang Jin      | moguls (v)   | kwalificatie | kwalificatie-1: 51.29 (27e) kwalificatie-2: 51.29 - 43.06 (19e)                                              |
| Chai Hong     | halfpipe (v) | kwalificatie | kwalificatie: 58.00 - 63.60 (19e)                                                                            |
| Zhang Kexin   | halfpipe (v) | 9e           | kwalificatie: 80.60 - 81.00 (8e) finale: 73.00 - 55.40 - 71.00                                               |
| Wu Meng       | halfpipe (v) | kwalificatie | kwalificatie: 53.40 - 61.00 (20e)                                                                            |

### Kunstrijden
| Olympiër                                                           | Onderdeel  | Resultaat | Prestatie |
| ------------------------------------------------------------------ | ---------- | --------- | --- |
| Jin Boyang                                                         | mannen     | 4e        | 297.77 (korte kür: 103.32, vrije kür: 194.45) |
| Yan Han                                                            | mannen     | 23e       | 213.01 (korte kür: 80.63, vrije kür: 132.38) |
| Li Xiangning                                                       | vrouwen    | 22e       | 154.43 (korte kür: 52.46, vrije kür: 101.97) |
| Peng Cheng Jin Yang                                                | paren      | 17e       | 62.61 (korte kür: 62.61) |
| Sui Wenjing Han Cong                                               | paren      | Zilver    | 235.47 (korte kür: 82.39, vrije kür: 153.08) |
| Yu Xiaoyu Zhang Hao                                                | paren      | 8e        | 204.10 (korte kür: 75.58, vrije kür: 128.52) |
| Wang Shiyue Liu Xinyu                                              | ijsdansen  | 22e       | 57.81 (korte kür: 57.81) |
| Yan Han Li Xiangning Yu Xiaoyu / Zhang Hao Wang Shiyue / Liu Xinyu | landenteam | 6e        | mannen, korte kür: 4 pnt (77,10 pnt) vrouwen, korte kür: 4 pnt (58,62 pnt) paren, korte kür: 6 pnt (69,17 pnt) ijsdansen, korte kür: 4 pnt (56,98 pnt) totaal: 18 punten |

### Langlaufen
| Olympiër               | Onderdeel             | Resultaat | Prestatie                                 |
| ---------------------- | --------------------- | --------- | ----------------------------------------- |
| Sun Qinghai            | sprint (m)            | DSQ       | kwalificatie: gediskwalificeerd           |
| Sun Qinghai            | 15 km vrije stijl (m) | 98e       | 41.55,7 (+8.11,8)                         |
| Wang Qiang             | sprint (m)            | 66e       | kwalificatie: 3.31,56 (+23,02)            |
| Wang Qiang             | 15 km vrije stijl (m) | DSQ       | gediskwalificeerd                         |
| Wang Qiang             | 30 km skiatlon (m)    | 64e       | LAP (ronde achterstand)                   |
| Wang Qiang             | 50 km klassiek (m)    | 59e       | 2:34.43,0 (+26.20,9)                      |
| Sun Qinghai Wang Qiang | teamsprint (m)        | HF        | halve finale-2: 18.11,95 (+2.07,98) (14e) |
|                        |                       |           |                                           |
| Chi Chunxue            | sprint (v)            | 57e       | kwalificatie: 3.42,70 (+33,96)            |
| Chi Chunxue            | 10 km vrije stijl (v) | 55e       | 28.49,7 (+3.49,2)                         |
| Chi Chunxue            | 15 km skiatlon (v)    | 55e       | 46.39,0 (+5.54,1)                         |
| Chi Chunxue            | 30 k klassiek (v)     | 44e       | 1:42.03,2 (+19.45,6)                      |
| Li Xin                 | sprint (v)            | 49e       | kwalificatie: 3.33,61 (+24,87)            |
| Li Xin                 | 10 km vrije stijl (v) | 36e       | 27.44,5 (+2.44,0)                         |
| Li Xin                 | 15 km skiatlon (v)    | 51e       | 46.01,9 (+5.17,0)                         |
| Li Xin                 | 30 k klassiek (v)     | 37e       | 1:38.04,9 (+15.47,3)                      |
| Chi Chunxue Li Xin     | teamsprint (v)        | HF        | halve finale-2: 17.44,04 (+1.21,48) (10e) |

### Schansspringen
| Olympiër     | Onderdeel          | Resultaat | Prestatie                                            |
| ------------ | ------------------ | --------- | ---------------------------------------------------- |
| Chang Xinyue | normale schans (v) | 20e       | 154.9 pnt (69.6 - (83,0 m); 26e - 85.3 (84,5 m); 18e |

### Schaatsen
| Olympiër                            | Onderdeel                | Resultaat | Prestatie                                                       |
| ----------------------------------- | ------------------------ | --------- | --------------------------------------------------------------- |
| Gao Tingyu                          | 500 m (m)                | Brons     | 34,65 (+0,24)                                                   |
| Xie Jiaxuan                         | 500 m (m)                | 31e       | 35,545 (+1,13)                                                  |
| Yang Tao                            | 500 m (m)                | 27e       | 35,41 (+1,00)                                                   |
| Yang Tao                            | 1000 m (m)               | 26e       | 1.10,10 (+2,15)                                                 |
| Xiakaini Aerchenghazi               | 1500 m (m)               | 32e       | 1.50,16 (+6,15)                                                 |
| Wang Hongli                         | massastart (m)           | HF        | HF-2: 0 pnt; 12e (8.00,97)                                      |
|                                     |                          |           |                                                                 |
| Hao Jiachen                         | 1500 m (v)               | 20e       | 1.59,58 (+5,23)                                                 |
| Hao Jiachen                         | 3000 m (v)               | 21e       | 4.15,56 (+16,35)                                                |
| Liu Jing                            | 3000 m (v)               | 24e       | 4.20,95 (+21,74)                                                |
| Tian Ruining                        | 500 m (v)                | 20e       | 38,86 (+1,92)                                                   |
| Tian Ruining                        | 1000 m (v)               | 21e       | 1.16,69 (+3,13)                                                 |
| Tian Ruining                        | 1500 m (v)               | 23e       | 2.00,29 (+5,94)                                                 |
| Yu Jing                             | 500 m (v)                | 9e        | 37,81 (+0,87)                                                   |
| Yu Jing                             | 1000 m (v)               | 17e       | 1.16,361 (+2,80)                                                |
| Zhang Hong                          | 500 m (v)                | 15e       | 38,39 (+1,45)                                                   |
| Zhang Hong                          | 1000 m (v)               | 11e       | 1.15,67 (+2,11)                                                 |
| Guo Dan                             | massastart (v)           | 10e       | HF-1: 43 pnt; 2e finale: 0 pnt; 10e (8.33,90)                   |
| Li Dan                              | massastart (v)           | 5e        | HF-2: 24 pnt; 3e finale: 6 pnt; 5e                              |
| Han Mei Hao Jiachen Li Dan Liu Jing | ploegenachtervolging (v) | 5e        | KF: 3.00,01 (5e) C-finale: wonnen van Duitsland 3.00,04 (-4,63) |

### Shorttrack
| Olympiër                                              | Onderdeel      | Resultaat | Prestatie                                                                               |
| ----------------------------------------------------- | -------------- | --------- | --------------------------------------------------------------------------------------- |
| Han Tianyu                                            | 500 meter (m)  | KF        | serie 8: 2e (40,744) KF-3: 3e (1.14,891)                                                |
| Han Tianyu                                            | 1000 meter (m) | series    | serie 6: penalty                                                                        |
| Han Tianyu                                            | 1500 meter (m) | 8e        | serie 2: 5e (2.38,865) ADV HF-33: 4e (2.11,827) B-finale: 1e (2.26,281)                 |
| Ren Ziwei                                             | 500 meter (m)  | 6e        | serie 5: 1e (40,294) KF-1: 1e (40,032) HF-2: 3e (40,418) B-finale: 2e (40,694)          |
| Ren Ziwei                                             | 1000 meter (m) | series    | serie 4: penalty                                                                        |
| Wu Dajing                                             | 500 meter (m)  | Goud      | serie 1: 1e (40,264 OR) KF-2: 1e (39,900 WR) HF-1: 1e (40,087) A-finale: 1e (39,584 WR) |
| Wu Dajing                                             | 1000 meter (m) | KF        | serie 5: 2e (1.23,463) KF-4: penalty                                                    |
| Wu Dajing                                             | 1500 meter (m) | HF        | serie 3: 3e (2.15,691) HF-3: penalty                                                    |
| Xu Hongzhi                                            | 1500 meter (m) | HF        | serie 6: 5e (2.35,641) ADV HF-3: 6e (2.19,310)                                          |
| Chen Dequan Han Tianyu Ren Ziwei Wu Dajing Xu Hongzhi | relay (m)      | Zilver    | HF-1: 6.36,605 (1e) A-finale: 6.32,035                                                  |
|                                                       |                |           |                                                                                         |
| Fan Kexin                                             | 500 meter (v)  | HF        | serie 5: 1e (43,350) KF-3: 2e (43,627) HF-1: penalty                                    |
| Han Yutong                                            | 500 meter (v)  | KF        | serie 6: 2e (43,719) KF-3: 3e (43,627)                                                  |
| Han Yutong                                            | 1000 meter (v) | series    | serie1: penalty                                                                         |
| Han Yutong                                            | 1500 meter (v) | 9e        | serie 2: 1e (2.31,158) HF-1: 3e (2.22,82) B-finale: 2e (2.36,548)                       |
| Li Jinyu                                              | 1000 meter (v) | KF        | serie 6: 1e (1.32,335) KF-2: 3e (1.30,175)                                              |
| Li Jinyu                                              | 1500 meter (v) | Zilver    | serie 6: 3e (2.25,034) HF-3: 4e (2.33,005) ADV A-finale: 2e (2.25,703)                  |
| Qu Chunyu                                             | 500 meter (v)  | HF        | serie 4: 2e (42,971) KF-4: 1e (42,954) HF-2: penalty                                    |
| Qu Chunyu                                             | 1000 meter (v) | HF        | serie 2: 2e (1.31,279) KF-3: 2e (1.31,284) HF-2: penalty                                |
| Zhou Yang                                             | 1500 meter (v) | 8e        | serie 5: 2e (2.29,587) HF-3: 3e (2.23,485) B-finale: 1e (2.35,241)                      |
| Fan Kexin Han Yutong Li Jinyu Qu CHunyu Zhou Yang     | relay (v)      | 7e        | HF-2: 1e (4,05,315 OR) A-finale: penalty                                                |

### Skeleton
| Olympiër      | Onderdeel | Resultaat | Prestatie                               |
| ------------- | --------- | --------- | --------------------------------------- |
| Geng Wenqiang | mannen    | 13e       | 3.24,65 (51,51 / 50,87 / 51,18 / 51,09) |

### Snowboarden
| Olympiër     | Onderdeel                | Resultaat | Prestatie                                                      |
| ------------ | ------------------------ | --------- | -------------------------------------------------------------- |
| Shi Wancheng | halfpipe (m)             | 29e       | kwalificatie: 10.00 - 11.75                                    |
| Zhang Yiwei  | halfpipe (m)             | 15e       | kwalificatie: 32.50 - 74.00                                    |
|              |                          |           |                                                                |
| Li Shuang    | halfpipe (v)             | 22e       | kwalificatie: 24.50- 9.25 (22e)                                |
| Cai Xuetong  | halfpipe (v)             | 5e        | kwalificatie: 65.75 - 69.00 (6e) finale: 20.50 - 41.25 - 76.50 |
| Liu Jiayu    | halfpipe (v)             | Zilver    | kwalificatie: 87.75 - 41.00 (2e) finale: 85.00 - 89.75 - 49.00 |
| Qiu Leng     | halfpipe (v)             | 16e       | kwalificatie: 50.75 - 53.75 (16e)                              |
| Gong Naiying | parallelreuzenslalom (v) | 26e       | kwalificatie: 1.36,36 (48,63 + 47,73)                          |
| Xu Xiaoxiao  | parallelreuzenslalom (v) | DSQ       | gediskwalificeerd                                              |
| Zang Ruxin   | parallelreuzenslalom (v) | 22        | kwalificatie: 1.35,26 (48,17 + 47,09)                          |